# معتمدية مجاز الباب
معتمدية مجاز الباب إحدى معتمديات الجمهورية التونسية، تابعة لولاية باجة.

### مواضيع ذات علاقة
- ولاية باجة.